# Туендат (река)
Туендат — река в Томской области России, левый приток Кии. Устье находится в 33 км от устья по левому берегу Кии. Протяжённость реки 40 км.

## Притоки
- 6 км: Кильдек (пр)
- 16 км: река без названия (пр)

## Данные водного реестра
По данным государственного водного реестра России относится к Верхнеобскому бассейновому округу, водохозяйственный участок реки — Чулым от Ачинска до водомерного поста в селе Зырянском, речной подбассейн реки — Чулым. Речной бассейн реки — (Верхняя) Обь до впадения Иртыша.
Код водного объекта — 13010400212115200019399.